# Mexer
Mexer, vlastním jménem Edson André Sitoe (* 8. září 1988 Maputo), je mosambický profesionální fotbalista. Je znám jako důrazný střední obránce, využívající v soubojích svoji výšku 188 cm. Jeho přezdívka Mexer znamená v portugalštině „neklidný“.
Začínal v klubu Desportivo Maputo, s nímž získal v roce 2006 mosambický ligový titul. V roce 2010 odešel do Evropy a podepsal smlouvu se Sportingem Lisabon. Neprosadil se do základní sestavy a dvě sezóny strávil na hostování v SC Olhanense. Pak hrál za Nacional Madeira, kterému v roce 2014 přispěl k pátému místu v lize, což znamenalo účast klubu v evropských pohárech. Po této sezóně odešel do francouzského Stade Rennais FC. Zde v roce 2019 získal Coupe de France, když ve finále proti Paris Saint-Germain FC vstřelil vyrovnávací branku.  Za Rennes hrál Mexer také Evropskou ligu 2018/2019. V letech 2019 až 2022 působil v FC Girondins de Bordeaux. Pak se vrátil do Portugalska a odehrál sezónu za GD Estoril Praia. Od roku 2023 nastupuje za turecký Bandırmaspor. 
S mosambickou reprezentací postoupil do finále COSAFA Cupu v roce 2008. Startoval také na Africkém poháru národů 2010 a Africkém poháru národů 2023. Odehrál za Mosambik 63 mezistátních zápasů a vstřelil v nich tři branky.